# Ahmed Djemal
Ahmed Cemal (também escrito Ahmed ou Ahmet Djemal)  (em turco otomano: جمال احمد; em turco: Ahmet Cemal; 6 de maio de 1872 - 21 de julho de 1922), vulgarmente conhecido como Cemal Paxá (turco otomano: جمال پاشا), era um dos Jovens Turcos e um dos Três Paxás que detinham o poder no Império Otomano durante a Primeira Guerra Mundial, sendo os outros İsmail Enver e Mehmet Talat. Foi assassinado em Tbilisi, na URSS e, seu assassinato foi parte da operação Nêmesis.